# Perisher

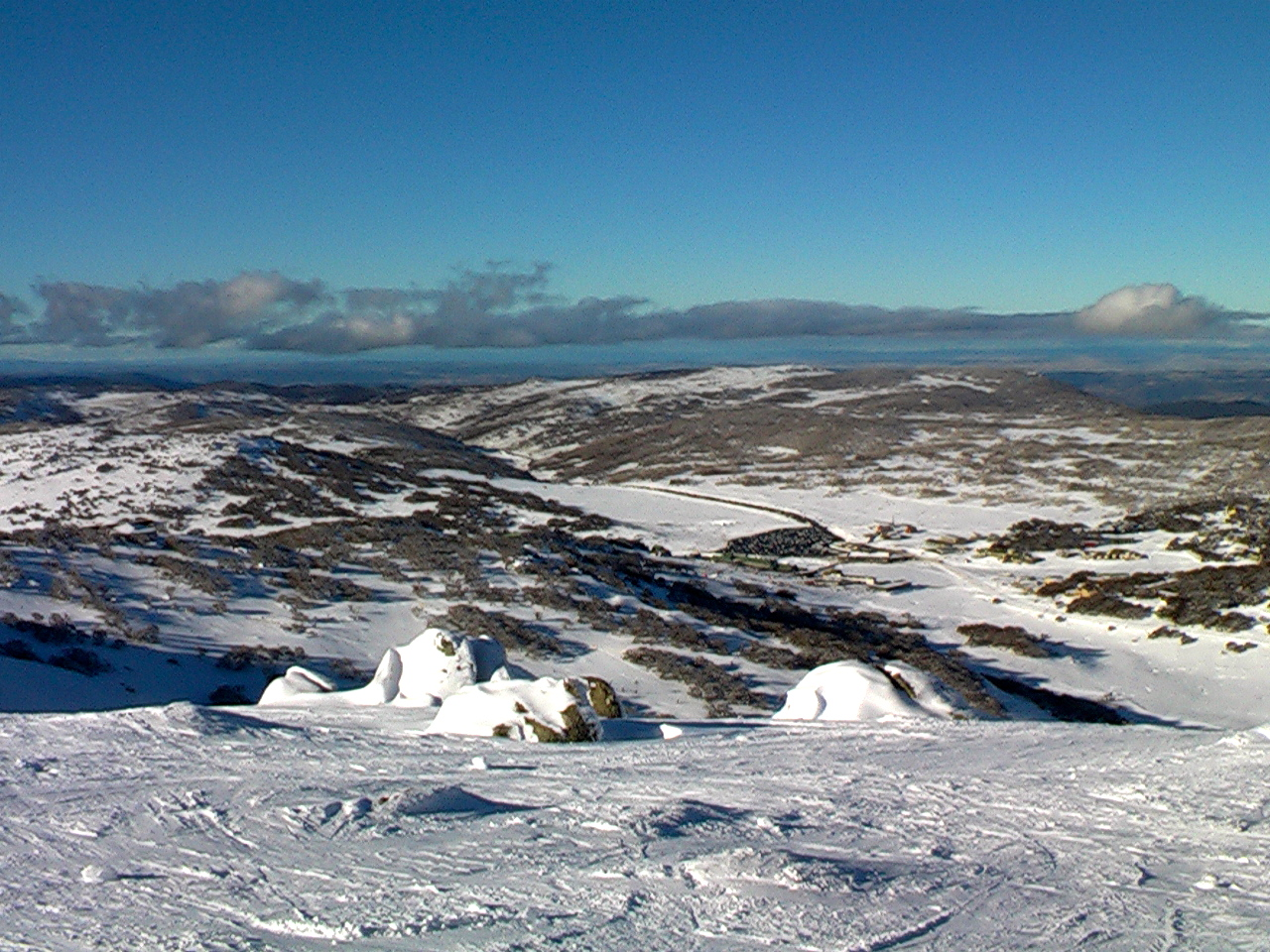
Perisher Valley

Perisher (früher Perisher Blue) ist ein Wintersportgebiet in den Snowy Mountains, einem Gebirgszug in New South Wales, Australien. Es befindet sich dicht am Mount Kosciuszko, dem höchsten Berg Australiens, und gehört zum Verwaltungsgebiet Snowy River Shire.
Perisher ist der Zusammenschluss der Skigebiete von Perisher Valley, Blue Cow, Guthega und Smiggin Holes. Unter dem Namen Skitube verkehrt eine Zahnradbahn im Skigebiet von Perisher Valley und Blue Cow.

## Galerie

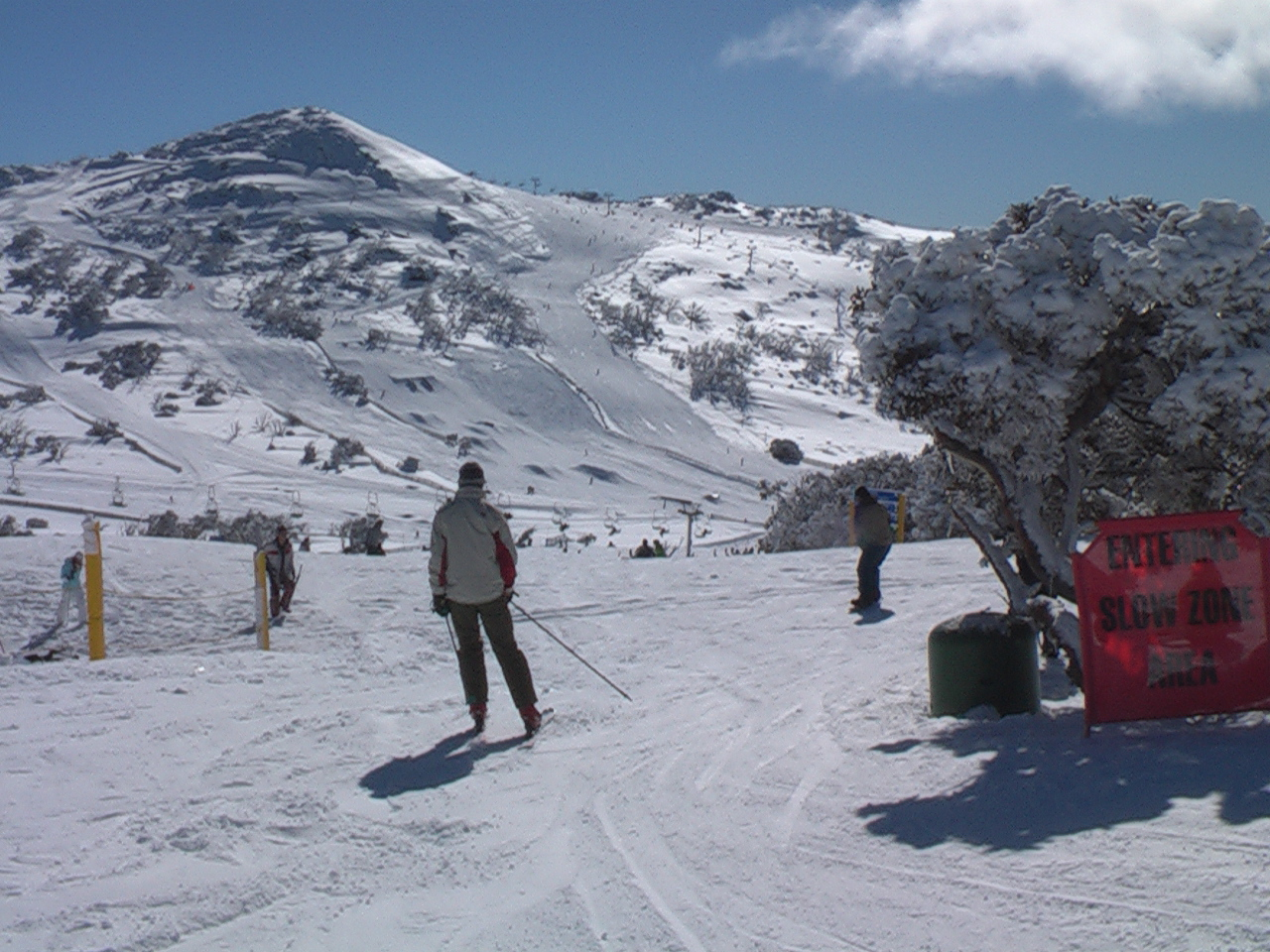
Mount Blue Cow
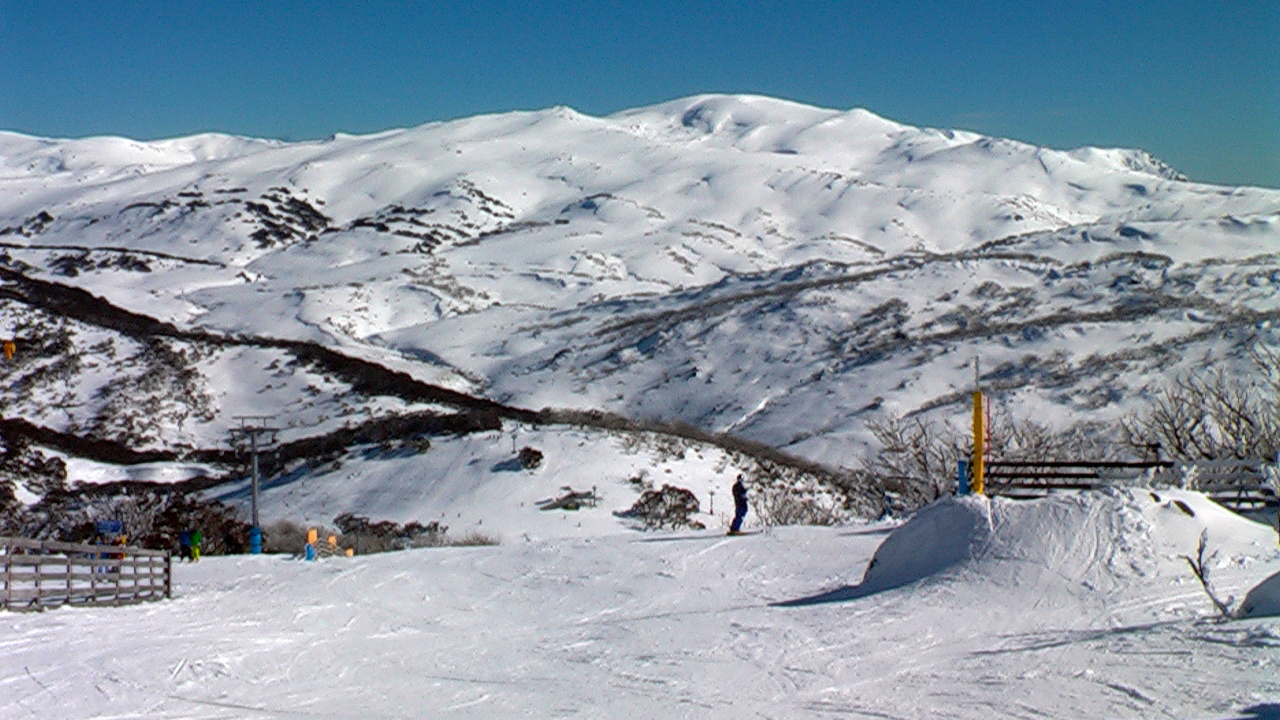
Guthega
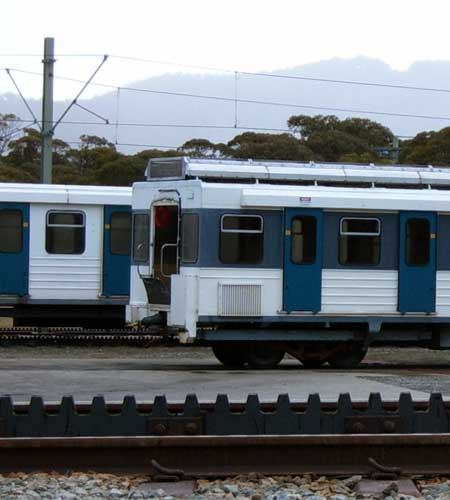
Skitube